# Ioann Iarochevitch
Ioannis Iarochevitch (Elsene, 31 mei 1989) is een Belgisch basketballer.

## Carrière
Iarochevitch speelde in de jeugd van RBC Waterloo, MBK Dinamo Moskou en Liège Basket. Bij die laatste speelde hij in 2007/08 zijn eerste profseizoen. Het jaar erop vertrok hij naar Verviers-Pepinster waar hij ook een seizoen speelde. Tussen 2009 en 2011 speelde hij voor Spirou Charleroi waarmee hij twee landstitels won. Hij keerde in 2011 terug naar Luik en speelde bij de club tot in 2014. In 2014 vertrok hij naar het Spaanse San Sebastián Gipuzkoa BC en speelde er een seizoen.
Hij keerde het seizoen erop terug naar België en ging opnieuw spelen voor Luik. In het seizoen 2016/17 tekende hij een contract bij Spirou Charleroi waar hij al eerder speelde van 2009 tot 2011. Hij speelde er twee seizoenen en verliet de club in 2018 en tekende een contract bij Kangoeroes Basket Mechelen. Na een seizoen verliet hij de Kangeroes en tekende bij Liège Basket. In 2020 verlengde hij zijn contract bij Luik met een extra seizoen. In 2021 verlengde hij opnieuw zijn contract met twee seizoenen. In december 2022 verliet hij Luik na de Amerikaanse overname en de komst van verschillende buitenlandse spelers.
In de zomer van 2023 tekende hij bij de Belgische tweedeklasser BC Comblain dat net gepromoveerd was. In 2025 veranderde de club haar naam in CB Liège en bleef actief in de tweede klasse.

## Erelijst
- Belgisch landskampioen: 2010, 2011